# Wynter Eddins
Wynter Lauren Eddins (* in Lancaster, Los Angeles County, Kalifornien) ist eine US-amerikanische Schauspielerin, Autorin und Herausgeberin.

## Leben
Eddins wurde im kalifornischen Lancaster geboren und wuchs im San Fernando Valley auf. Von 2009 bis 2014 machte sie ihren Bachelor of Arts in Kommunikation und Medienwissenschaft an der California State University, Northridge. Erste Erfahrungen als Schauspielerin sammelte sie an Improvisationstheatern in und um Los Angeles. Sie las auf Bühnen auch Gedichte und Poesie unter dem Pseudonym Coldest Wynter vor. 2015 wirkte sie in jeweils einer Episode der Fernsehserien Dating Dummy und Motel California sowie im Kurzfilm Revenge of the Flower Gang mit. 2016 gab sie eine Sammlung von Poesie und Gedichten unter dem Titel Morph Bred heraus. Von 2018 bis 2020 machte sie an der Mount Saint Marys University ihren Master of Education und arbeitet als Englischlehrerin. 2021 erschien das Buch Adventures of Legend: Dino-Planet, das sie gemeinsam mit Olivia Hondrogiannis verfasste. Im Mittelpunkt des Buches stehen die Entdeckerin Legend und ihr Roboterhund Techie. Inspiriert zu der Geschichte wurde sie durch ihren Neffen. Im selben Jahr übernahm sie die weibliche Hauptrolle der Captain Lynch im Tierhorrorfilm Megalodon Rising – Dieses Mal kommt er nicht allein.
Sie ist heute in Northridge, einem Stadtteil von Los Angeles, wohnhaft. Sie ist selbständig mit der Organisation Simply Youth Institute. Dem vorausgegangen waren unter anderen eine toxische Beziehung, als sie 23 Jahre alt war.

## Filmografie (Auswahl)
- 2015: Dating Dummy (Fernsehserie, Episode 1x01)
- 2015: Revenge of the Flower Gang (Kurzfilm)
- 2015: Motel California (Fernsehserie, Episode 1x10, auch Produktion)
- 2017: Groupie (Kurzfilm)
- 2017: Canis Major (Kurzfilm)
- 2021: Lowercase i (Kurzfilm)
- 2021: Megalodon Rising – Dieses Mal kommt er nicht allein (Megalodon Rising)
- 2022: Humor Me (Fernsehserie, Episode 1x05)

## Werke
- Morph Bred, Wynter Lauren Eddins (Hg.), 2016, ISBN 978-0-692-64537-6
- Adventures of Legend: Dino-Planet, Eigenverlag, Juli 2021, ISBN 978-1-6617-7046-4